# 親縁寺
親縁寺（しんねんじ）は、神奈川県横浜市戸塚区に所在する時宗の寺院。本尊は阿弥陀如来。

## 概要
総本山清浄光寺（遊行寺）を開いた遊行4代他阿呑海を開山とする。元応元年（1319年）と伝える。寺名は三縁（親縁・近縁・増上縁）に因っている。元は大坂下（東海道寄り）にあったが、明和年間（1764年～1772年）に今の地に移転して来たという。横浜市にある時宗寺院で江戸時代以前からあるのは当寺だけである（南区の浄光寺は明治時代の建立）。
元住職佐藤哲善は、時宗教学部長を務め、映画『捨聖一遍上人伝』（1979年）、記録映画『をどらば　をどれ』（1994年）を企画したほか、1990年の横浜市長選挙に立候補するなど、活動的な人物であった。
「親縁寺テンプル斎場」を併設し、宗派問わず葬儀の使用に供している。このため、横浜市周辺では知名度がある。
戸塚宿七福神巡りでは福禄寿を担当している。

## 境内
- 熊野権現
- 地蔵堂
- 鐘楼
- 哲善地蔵

- 山門
- 鐘楼

## 交通アクセス
- 東日本旅客鉄道東海道本線・横須賀線・横浜市営地下鉄ブルーライン戸塚駅から徒歩15分
- 神奈川中央交通バスで東電前バス停留所にて下車すぐ